# 1979年のパシフィック・リーグプレーオフ
1979年のパシフィック・リーグプレーオフは、1979年10月にプロ野球パシフィック・リーグの前期優勝チームと後期優勝チームの2球団で行われたプレーオフである。前年は阪急ブレーブスが前期・後期とも制したため、プレーオフの実施は2年ぶりとなった。

## 概要
前期優勝の西本幸雄監督率いる近鉄バファローズと後期優勝の梶本隆夫監督率いる阪急ブレーブスとの対決となった。この年は前期が優勝近鉄・2位阪急、後期が優勝阪急・2位近鉄であり、まさに雌雄を決する天王山となったが、近鉄が3連勝で球団創立30年目の初優勝を果たした。阪急と同様、西本監督が弱小球団を一から育て上げて勝ち取った優勝だった。梶本は西本が阪急監督時代に選手を務めており、「師弟対決」でもあった。
近鉄は当時、本拠地の藤井寺球場にナイター設備がなく、日本生命球場も収容人数が約20,500人と両球場とも施設上の問題があったことから、南海の専用球場であった大阪球場を間借りして開催した。

## 試合結果
| 日付                       | 試合   | ビジター球団（先攻） | スコア | ホーム球団（後攻） | 開催球場     |
| 10月13日（土）             | 第1戦  | 阪急ブレーブス       | 1 - 5  | 近鉄バファローズ   | 大阪球場     |
| 10月14日（日）             | 第2戦  | 阪急ブレーブス       | 4 - 7  | 近鉄バファローズ   | 大阪球場     |
| 10月15日（月）             | 移動日 | 移動日               | 移動日 | 移動日             | 移動日       |
| 10月16日（火）             | 第3戦  | 近鉄バファローズ     | 2 - 1  | 阪急ブレーブス     | 阪急西宮球場 |
| 年間優勝：近鉄バファローズ |        |                      |        |                    |              |

### 第1戦
10月13日　大阪　観衆25000人
| 阪急 | 0 | 0 | 0 | 0 | 0 | 0 | 0 | 1 | 0 | 1 |
| 近鉄 | 0 | 0 | 0 | 2 | 1 | 0 | 1 | 1 | X | 5 |

（急）●山田（1敗）－中沢、笹本

（近）○井本（1勝）、S山口（1S）－梨田

本塁打

（近）小川1号ソロ（7回山田）、栗橋1号ソロ（8回山田）
近鉄は4回、永尾泰憲の三塁打と梨田昌崇の犠牲フライで2点先制。5回チャーリー・マニエルのタイムリー、7回小川亨の本塁打で着実に加点。近鉄先発の井本隆は7回まで無失点の好投。8回1点を失い、なおも1死満塁のピンチを迎えるが、ここで井本をリリーフした山口哲治が島谷金二を併殺打に仕留めピンチをしのぎ、近鉄が逃げ切った。

### 第2戦
10月14日　大阪　観衆32000人
| 阪急 | 1 | 0 | 0 | 0 | 0 | 1 | 0 | 2 | 0 | 4 |
| 近鉄 | 0 | 1 | 0 | 0 | 4 | 0 | 0 | 2 | X | 7 |

（急）●白石（1敗）、山口、永本－中沢、笹本

（近）○鈴木（1勝）、柳田、S山口（2S）－有田修、梨田

本塁打

（近）小川2号ソロ（5回白石）、有田修1号3ラン（5回山口）、平野1号2ラン（8回山口）
1-1で迎えた5回、小川が2試合連続の本塁打で近鉄が勝ち越し。さらに有田修三が3ランを放ち、点差を広げた。阪急は8回、高井保弘の2点タイムリーで追い上げたが、昨日に続き山口が好リリーフ。その裏、平野光泰がダメ押しの2ランを放ち、近鉄が連勝した。

### 第3戦
10月16日　西宮　観衆22000人
| 近鉄 | 0 | 0 | 1 | 0 | 0 | 0 | 0 | 0 | 0 | 1 | 2 |
| 阪急 | 0 | 0 | 0 | 0 | 0 | 1 | 0 | 0 | 0 | 0 | 1 |

（近）村田、○山口（1勝）－有田修、梨田

（急）●稲葉（1敗）、山田－中沢

本塁打

（急）福本1号ソロ（6回村田）
近鉄は3回に無死1、3塁から永尾泰憲の併殺打の間に3塁走者が生還し先制するが、阪急は6回裏に福本豊のソロ本塁打で同点。試合はプレーオフ史上初の延長戦へ突入。10回表、近鉄は梨田の安打、投手稲葉光雄の野選などで1死満塁のチャンスをつかむと、阪急は力投の稲葉から山田に交代。2死後、小川の強い当たりをショート井上修がはじき、この間に梨田が生還し勝ち越し。7回途中から登板し3連投となった山口はその裏、2死2塁のピンチを迎えるが、最後は簑田浩二を空振り三振に仕留め、近鉄がストレートで初優勝を決めた。近鉄ナインはその後日生球場に移動し、ファン公開の形で祝勝会をおこなった。

## 表彰選手
- 最優秀選手 山口哲治（近）
- 敢闘賞　稲葉光雄(急)
- 首位打者 高井保弘（急）
- 優秀投手　井本隆(近)
- 技能賞　羽田耕一(近)
- 優秀選手　小川亨(近)

## テレビ・ラジオ放送

### テレビ中継
- 第1戦:10月13日
  - 朝日放送≪テレビ朝日系列≫ 実況：安部憲幸（ABC） 解説：小山正明（ABC） ゲスト解説：藤原満（南海）
- 第2戦:10月14日　
  - 朝日放送≪テレビ朝日系列≫ 解説：皆川睦雄（ABC） ゲスト解説：藤原満
- 第3戦:10月16日
  - 関西テレビ≪フジテレビ系列≫ 実況：松本暢章（KTV）監督およびMVPインタビュー:馬場鉄志　解説：ゲスト解説：野村克也（西武）

### ラジオ中継
- 第1戦：10月13日
  - NHKラジオ第1 解説：川上哲治、上田利治
- 第2戦：10月14日
  - NHKラジオ第1 解説：加藤進、藤田元司
- 第3戦：10月16日
  - NHKラジオ第1 解説：鶴岡一人、藤田元司